# جوزيف روبرت غودوين
جوزيف روبرت غودوين (بالإنجليزية: Joseph Robert Goodwin) هو محامي وقاضي أمريكي، ولد في 1942 في ريبلي في الولايات المتحدة.